# 宅男卡卡
《宅男卡卡》（英語：Youth in Revolt）是一部2009年的美國浪漫喜劇電影，由米格爾·阿特塔執導。改編自C·D·佩恩的書信體小說《Youth in Revolt》。主演是米高·施拿和波西亞·布林迪，配角是賈斯汀·隆、雷·利奥塔和史蒂夫·布西密。

## 演員
- 米高·施拿 飾演 Nick Twisp/François Dillinger
- 波西亞·布林迪（英语：Portia Doubleday） 飾演 Sheeni Saunders
- 珍·史馬特 飾演 Estelle Twisp
- 查克·葛里芬納奇 飾演 Jerry
- 埃里克·克諾德森 飾演 Lefty
- 艾德希爾·凱爾安（英语：Adhir Kalyan） 飾演 Vijay Joshi
- 史蒂夫·布西密 飾演 George Twisp
- 佛萊德·威拉特 飾演 Mr. Ferguson
- 艾莉·葛瑞那 飾演 Lacey
- 雷·利奥塔 飾演 Lance Wescott
- 賈斯汀·隆 飾演 Paul Saunders
- 魯妮·瑪拉 飾演 Taggarty
- Jade Fusco 飾演 Bernice Lynch
- Lise Lacasse 飾演 Matron
- M·埃米特·沃爾什（英语：M. Emmet Walsh） 飾演 Mr. Saunders
- 梅莉·凱伊·普雷斯（英语：Mary Kay Place） 飾演 Mrs. Saunders
- 喬納森·B·萊特（英语：Jonathan B. Wright） 飾演 Trent Preston
- 麥可·柯林斯 飾演 老人

## 外部連結
- 官方网站
- 互联网电影数据库（IMDb）上《Youth in Revolt》的资料（英文）
- AllMovie上《Youth in Revolt》的资料（英文）
- Box Office Mojo上《Youth in Revolt》的資料（英文）
- 爛番茄上《Youth in Revolt》的資料（英文）